# Frisada

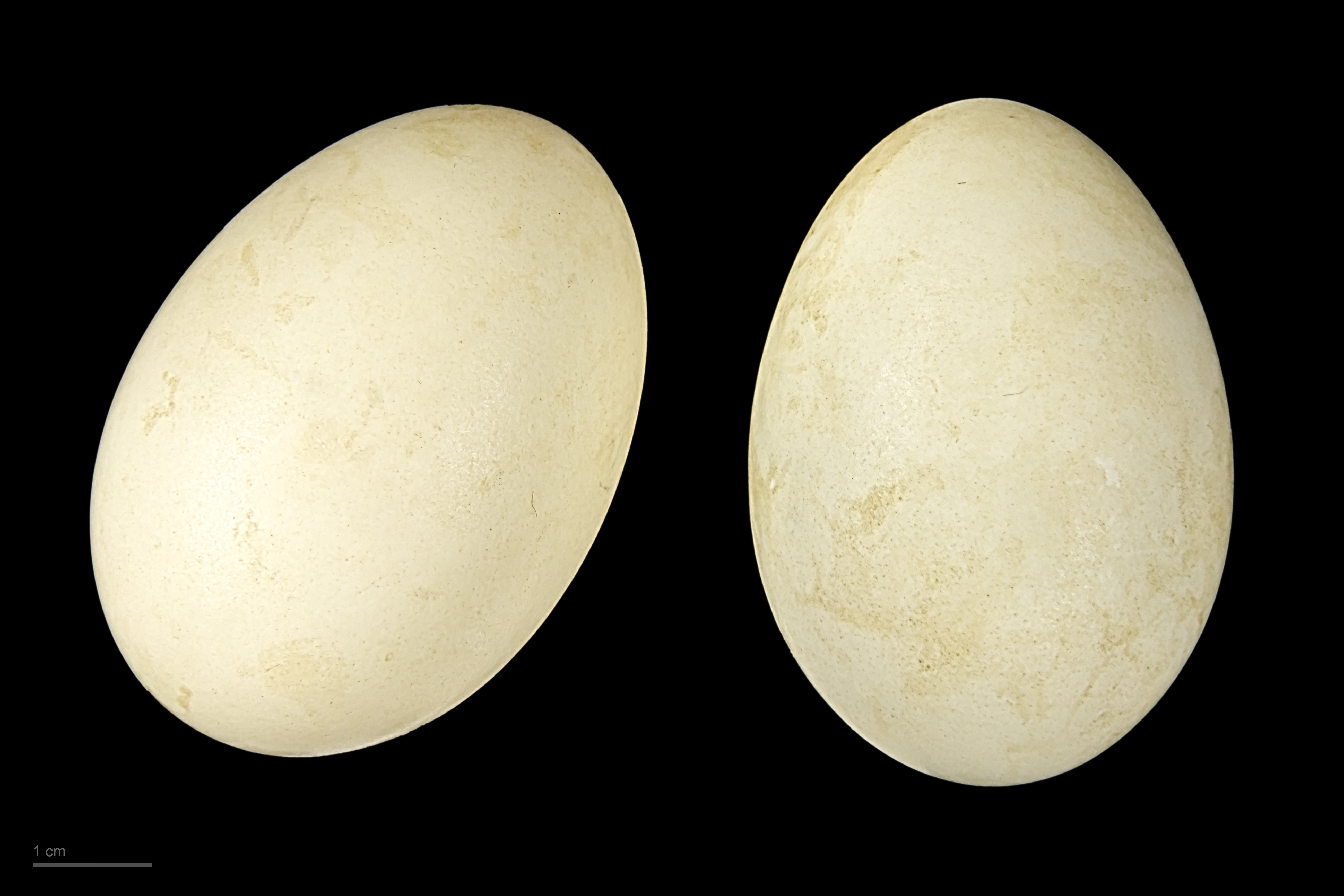
Mareca strepera - MHNT

A frisada (Mareca strepera) é uma ave da família dos Anatídeos.

## Taxonomia
Além do nome científico Mareca strepera, também lhe toca o antigo nome taxonómico Anas strepera. 
A alteração de género de Anas para Mareca decorre por virtude das recomendações emitidas pelo IOC, que determinou, com base em estudos publicados em 2009 que o género Anas não era monofilético, pelo que foi dividido em 4 géneros monofiléticos, dentre os quais se conta o género Mareca, onde se inseriram 5 espécies extantes. 

## Etimologia
Do que toca ao nome científico:
- O nome genérico, Mareca, foi cunhado pelo biólogo inglês James Francis Stephens em 1824[5][6], por alusão à palavra portuguesa «Marreco»[7], comummente utilizada para designar espécies de patos de porte pequeno.[8]
- O epíteto específico, strepera[9], provém do neolatim streperus, que por seu turno advém do latim clássico strepō que significa «fazer barulho; gritar; reboar».[10]

## Descrição
Esta espécie de pato marreco mede cerca de 50 centímetros de comprimento. Trata-se de uma espécie com dimorfismo sexual, de maneira que o macho e a fêmea têm aspecto diferente.
As características mais emblemáticas evidenciam-se nos machos, cujos dorsos se matizam em tons que variam entre o castanho-canela e o cinzento. A plumagem, vista lateralmente, apresenta rendilhado acinzentado, ao passo que o ventre se mostra mais alvadio e as penas infracaudais integralmente pretas.
A frisada fêmea assemelha-se muito à fêmea do pato-real, dela se distinguindo mormente por causa do espelho branco nas asas e pelo bico alaranjado. Quando se observa em pleno voo, a frisada fêmea afigura-se mais esbelta do que a pata-real, sendo que os atributos que mais sobressaem são o abdómen e o espelho das asas, ambos de coloração alvadia.
Contudo, há caracteristícas partilhadas por ambos os géneros, com efeito, como o espelho branco nas asas.
É um dos patos menos coloridos da Europa, pois a plumagem é essencialmente cinzenta e preta. As fêmeas, mais acastanhadas, são parecidas com as fêmeas de pato-real.

## Distribuição
Este pequeno pato nidifica em latitudes temperadas. Na Europa está presente nas regiões a sul do paralelo 60 ºN.

### Portugal
Em Portugal a frisada ocorre durante todo o ano, havendo dois tipos de populações: a residente e a invernante.
A população residente, por sinal com poucos efectivos, durante a época de reprodução, distribui-se sobretudo pelo Alentejo interior e, mais localmente, pelo Algarve. Durante o período de invernada, com a chegada de espécimes invernantes oriundos de outros países europeus, a espécie tem uma distribuição mais alargada, podendo avistar-se de norte a sul do país, amiúde em bandos pouco numerosos. Frequenta sobretudo massas de água pouco profundas, como salinas, açudes e ribeiras.
Associa-se com frequência a outras espécies de patos.

## Subespécies
São reconhecidas 2 subespécies:
- M. s. strepera - Holárctico
- M. s. couesi - Ilhas Fanning (Pacífico)

## Conservação
Esta espécie encontra-se listada no Livro Vermelho dos Vertebrados de Portugal com o estatuto de Vulnerável.